# Roger Brioult
 (décembre 2024).
Roger Brioult, né le 15 novembre 1921 à Bois-Colombes, et mort le 24 mars 2012 à Résenlieu (Orne), est un journaliste français spécialiste de l'automobile.

## Biographie
Roger Brioult convertit la Revue technique automobile en une documentation technique destinée aux professionnels qui connaît un vif succès durable.
Passionné par son métier, il se définit comme journaliste-mécanicien.
Il révise la traduction de l'ouvrage de Ralph Nader, Ces voitures qui tuent, qu'il complète de notes concernant les véhicules .
En 1974, avec son épouse et sa fille, il se retire au château de Résenlieu où il se consacre à l'écriture, publiant plusieurs ouvrages fort remarqués des spécialistes et des fans, sans compter les articles parus dans une large gamme de périodiques.
Dans un grand garage construit au fond de la propriété, il entrepose un petit musée de l'automobile et de la moto de collection.

### Citroën
Roger Brioult, dans les années 1975-80, pense écrire un livre qui porte sur l’histoire du bureau d’étude du constructeur Citroën : Nées de pères inconnus. Il reçoit chez lui un par un, chaque ingénieur, et en 1987, édite les deux tomes d’un énorme travail de rencontres, recherches, et synthèse de ce constructeur avant-gardiste. Le titre choisi sera finalement:  Histoire du bureau d’étude de Citroën.

### La 2 CV
Dès 1975-78, Roger apprend que Citroën souhaite arrêter la production de cette voiture mythique qu’est la 2 CV ; il sait qu’il ne pourra jamais avoir la 1re fabriquée, mais il aura au moins la dernière ! Il passe alors une commande étonnante au service commercial (et en avance) : celle de lui réserver et lui vendre la dernière 2CV qui sortira des chaînes françaises. On le prend pour un fou. Il réitère sa commande pendant 14 ans, et en 1988, achète enfin la dernière 2 CV gris cormoran qu’on lui livre, enfin, sur une remorque, avec juste 5 km au compteur ! : Je veux qu’elle soit vierge et grand-mère !.
Cette 2CV lui a été dérobée début mars 2012 dans le garage de sa propriété de Résenlieu, dans l'Orne.
Cette voiture gris cormoran, totalement invendable, a été retrouvée calcinée le 3 mai à La Roussière, dans l’Eure, sans que Roger Brioult ne le sache jamais.
Car Roger Brioult meurt le 24 mars, une semaine après avoir appris le vol de sa voiture fétiche, à qui il avait consacré son « âme ». C'est son épouse, Jeanine, 95 ans, qui a découvert le vol et a déposé plainte. La vieille dame avait remarqué qu'une barrière avait été déplacée à l'arrière de sa propriété, sur le chemin menant au garage, et aussi qu'une voiture était restée quinze jours devant son portail. Le reste de la collection de Roger Brioult a été depuis mis à l'abri.
Une autre 2 CV, de couleur rouge, fabriquée elle aussi le 18 mai 1988 sur la chaîne de l'usine de Levallois, est devenue la propriété du conservatoire historique de Citroën. Celle de Roger Brioult, était « la dernière à avoir été vendue à un particulier et elle disposait de nombreuses spécificités différentes, comme ces insonorisants de plancher et bien d'autres encore dont nous gardons la liste secrète », continue Alan Blondeau, écœuré par ce vol commis chez « un homme invalide » qui n'avait plus les moyens de se déplacer.